# Denain
Denain (niederländisch Dening) ist eine französische Stadt mit 20.622 Einwohnern (Stand 1. Januar 2022) im Département Nord in der Region Hauts-de-France. Sie gehört zum Kanton Denain im Arrondissement Valenciennes.

## Geografie und Verkehr
Die Stadt liegt nahe der belgischen Grenze, zehn Kilometer südwestlich von Valenciennes. In Denain mündet die Selle in die Schelde. Der Escaut, wie die Schelde auf Französisch heißt, bildet eine wichtige Wasserstraße zwischen Frankreich, Belgien und den Niederlanden und ist in Denain, wie auch sonst über weite Strecken, kanalisiert. Projekte zur Renaturierung sind zurzeit auf dem politischen Tapet.
Umgeben wird Denain von den Nachbargemeinden  Haveluy im Norden, Oisy im Nordosten, Wavrechain-sous-Denain im Osten, Haulchin im Südosten, Douchy-les-Mines im Süden, Neuville-sur-Escaut und Lourches im Südwesten, Escaudain im Westen sowie Wallers im Nordwesten.
Unmittelbar südlich von Denain zweigt die Autoroute A21 von der Autoroute A2 ab. Die A2 ist ein Abschnitt der Europastraße E19, die von Amsterdam nach Paris führt.
Denain zählt zur Agglomeration von Valenciennes und wird vom Straßenbahnsystem dieser Bezirksstadt mit fünf Haltestellen bedient. Die französischen Staatsbahnen SNCF verbinden Denain mit den beiden Bahnstrecken Lourches–Valenciennes und Denain–Saint-Amand-les-Eaux.

## Geschichte
764 gründeten Graf Adalbert von Ostervant und seine Gattin Regina das Benediktinerinnenkloster von Denain.
Im 12. Jahrhundert war Hugo II. von Ostervant (frz. Hugues d’Ostrevant) der zweite Sohn von Anselm II. von Ostervant. Überliefert ist auch der Titel Hugo von Valenciennes den er wahrscheinlich in der Rolle des Erbsohns trug. Nach einer Erbteilung in der Grafschaft Hennegau, in der sein Neffe Gottfried (Godefroid) von Ostrevant und seinem Halbbruder Balduin IV. (Baudouin IV de Hainaut) beteiligt war, musste Hugo II. den Namen „Hugo von Denain“ annehmen, damit der Titel seinem tatsächlichen Lehen entsprach. Hugo hatte zwei Söhne: Jean I., gestorben 1202, begraben in der Kirche l’Église des Dames Chanoinesses von Denain und Étienne I.
In Denain schlugen die Franzosen am 24. Juli 1712 im Zuge des Spanischen Erbfolgekrieges in der Schlacht bei Denain die mit dem habsburgischen Österreich verbündete Niederlande. Die kriegsmüden Niederländer, einst selbst unter spanischer Herrschaft, traten darauf aus dem Gerangel um die verwaiste spanische Krone aus.

### Toponyme
Dononium, Denonium, Denainum, Domniacum, Dyniacum, Donegium, Denoma, Dunaing, Denen, Denain, Duonenin.

### Bevölkerungsentwicklung
| Jahr                       | 1962   | 1968   | 1975   | 1982   | 1990   | 1999   | 2006   | 2020   |
| Einwohner                  | 29.467 | 27.973 | 26.204 | 21.825 | 19.544 | 20.354 | 20.339 | 20.415 |
| Quellen: Cassini und INSEE |        |        |        |        |        |        |        |        |

## Wirtschaft

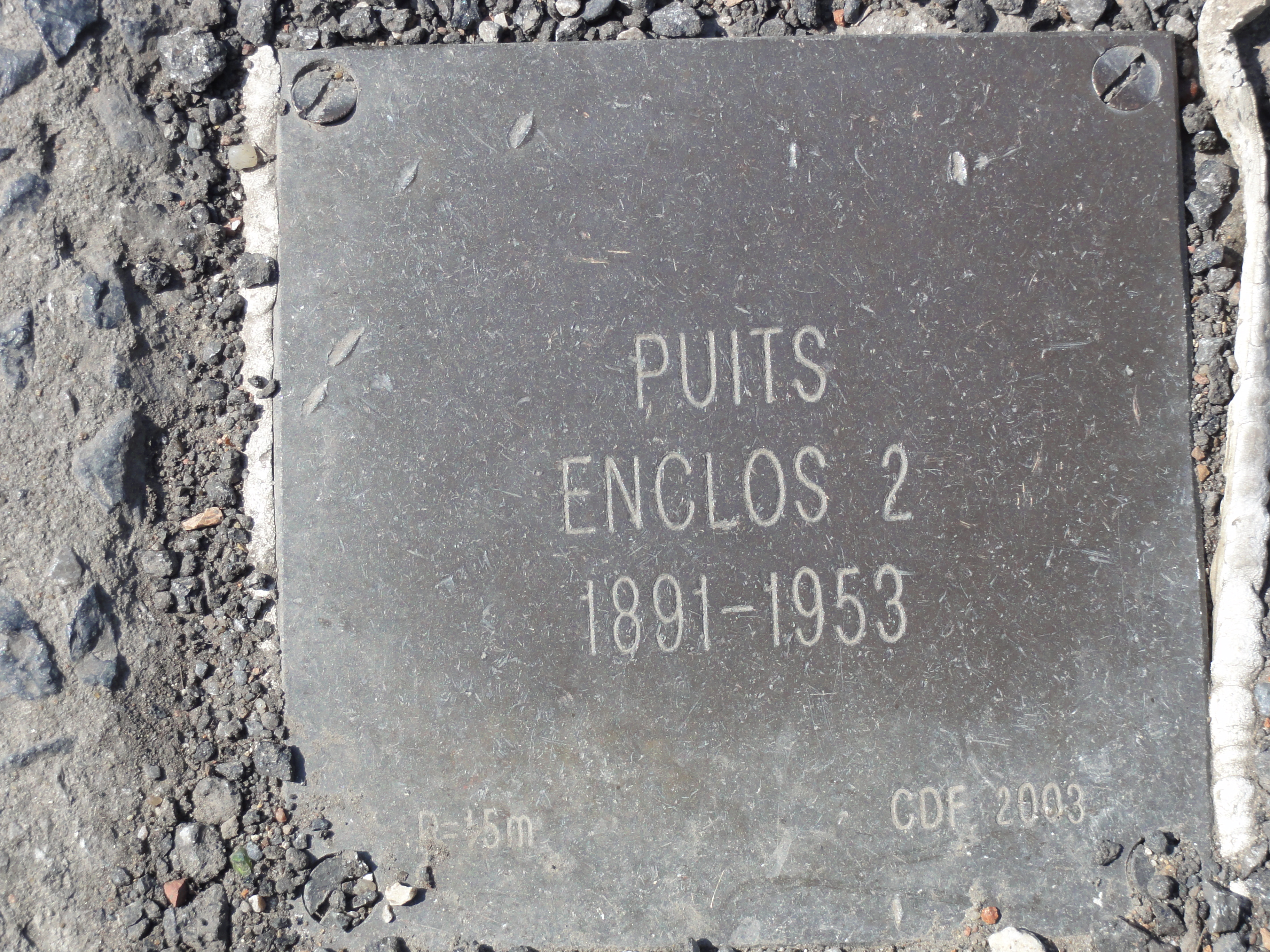
Stillgelegter Kohleschacht

Bis in die 1950er-Jahre war die Gegend um Denain ein typisches Abbaugebiet für Steinkohle. Dies zog die Stahlindustrie an, die zur Veredelung von Eisenerz auf riesige Mengen Kohle angewiesen ist, welche als Reduktionsmittel eingesetzt wird. Mit dem Niedergang der französischen Stahlindustrie im Zuge der Globalisierung begann die Region unter ganz erheblichen wirtschaftstrukturellen Problemen zu leiden. Seit am 2. Dezember 1978 die Streichung von 6.000 Arbeitsplätzen bei den Hütten- und Stahlwerken Usinor-Denain angekündigt wurde, blieb die Arbeitslosigkeit in der Stadt endemisch. Nur 27 % der Haushalte verfügen heute über ein steuerpflichtiges Einkommen (frankreichweit sind es knapp 50 %) und die Arbeitslosenquote beträgt rund 31 %. Im Jahr 2010 untersuchte das Wirtschafts-Onlineportal Le Journal du Net die Wirtschaftskraft aller französischen Städte mit mehr als 20.000 Einwohnern. Dabei wurde Denain als ärmste Gemeinde in Frankreich eingestuft.

## Gotteshäuser

### Katholisch
- Kirche Église Saint-Martin der Pfarrei Sainte-Remfroye-en-Denaisis
- Kirche Église Sainte-Marie
- Kapelle Chapelle Saint-Joseph

### Islamisch
- Die Moschee Mosquée Errahma wird von der L’Association des Marocains de Denain et de sa Région (AMDR) betrieben.
- Die Moschee Mosquée al-Quds wird von der L’Association des musulmans de Denain betrieben.

### Evangelisch
- Die Baptisten-Kirche Église Baptiste an der Rue Jules Mousseron

## Sehenswürdigkeiten

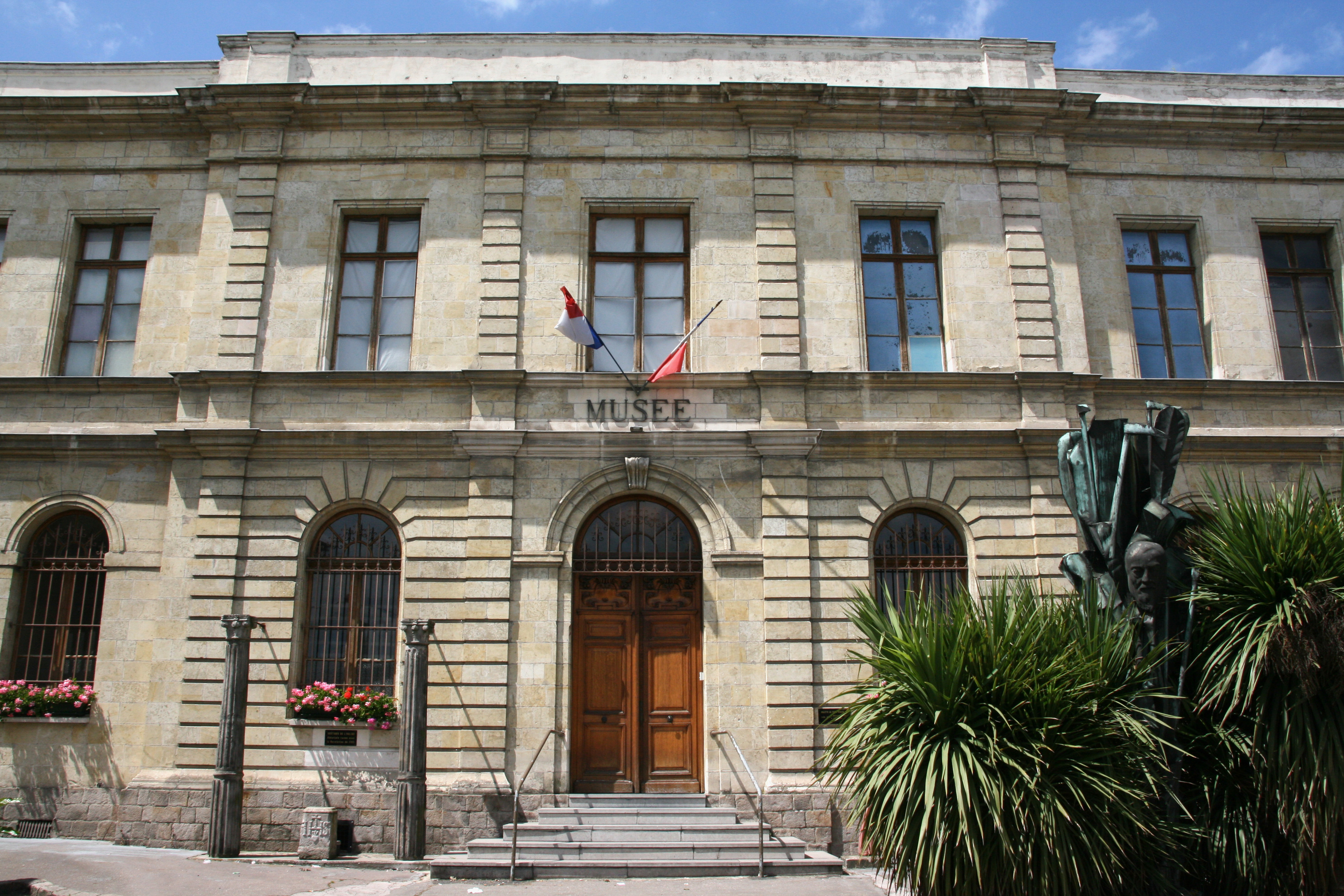
Museum von Denain

Siehe auch: Liste der Monuments historiques in Denain
- Die Bronzestatue des Marschalls Claude-Louis-Hector de Villars steht im Stadtzentrum gegenüber dem Rathaus. Unter Ludwig XIV. gewann der Feldherr im Jahr 1712 die Schlacht bei Denain. Das Denkmal wurde 1913 eingeweiht. In der Endphase des Ersten Weltkrieges im Mai 1918 wurde die Statue von Deutschland beschlagnahmt; seit 1924 steht sie wieder auf ihrem ursprüngliche Sockel in Denain. Im Jahr 2003 musste sie wegen Korrosionsschäden komplett erneuert werden.
- Das Musée d’Archéologie et d’Histoire locale an der Place Wilson erläutert die Geschichte der Abtei Sainte-Remfroye von Denain, das Wirken der Kanonissinnen im Mittelalter und die Geschichte des Kohlenabbaus sowie der Metallurgie in der Region.
- Die Ruinen des Klosters L’Abbaye des dames chanoinesses neben der Kirche Saint-Martin.
- Théâtre municipal, erbaut von 1901 bis 1912 (Monument historique)

## Städtepartnerschaften
- Mettet (Belgien) seit 2011
- Bereits 1967 war anlässlich der 900-Jahr-Feier der Wartburg eine Städtepartnerschaft mit Eisenach vorbereitet worden und im Stadtparlament von Denain genehmigt, jedoch untersagte die DDR-Führung dieses Projekt. Die engen Kontakte beider Städte hielten bis in die 1970er Jahre.

## Persönlichkeiten

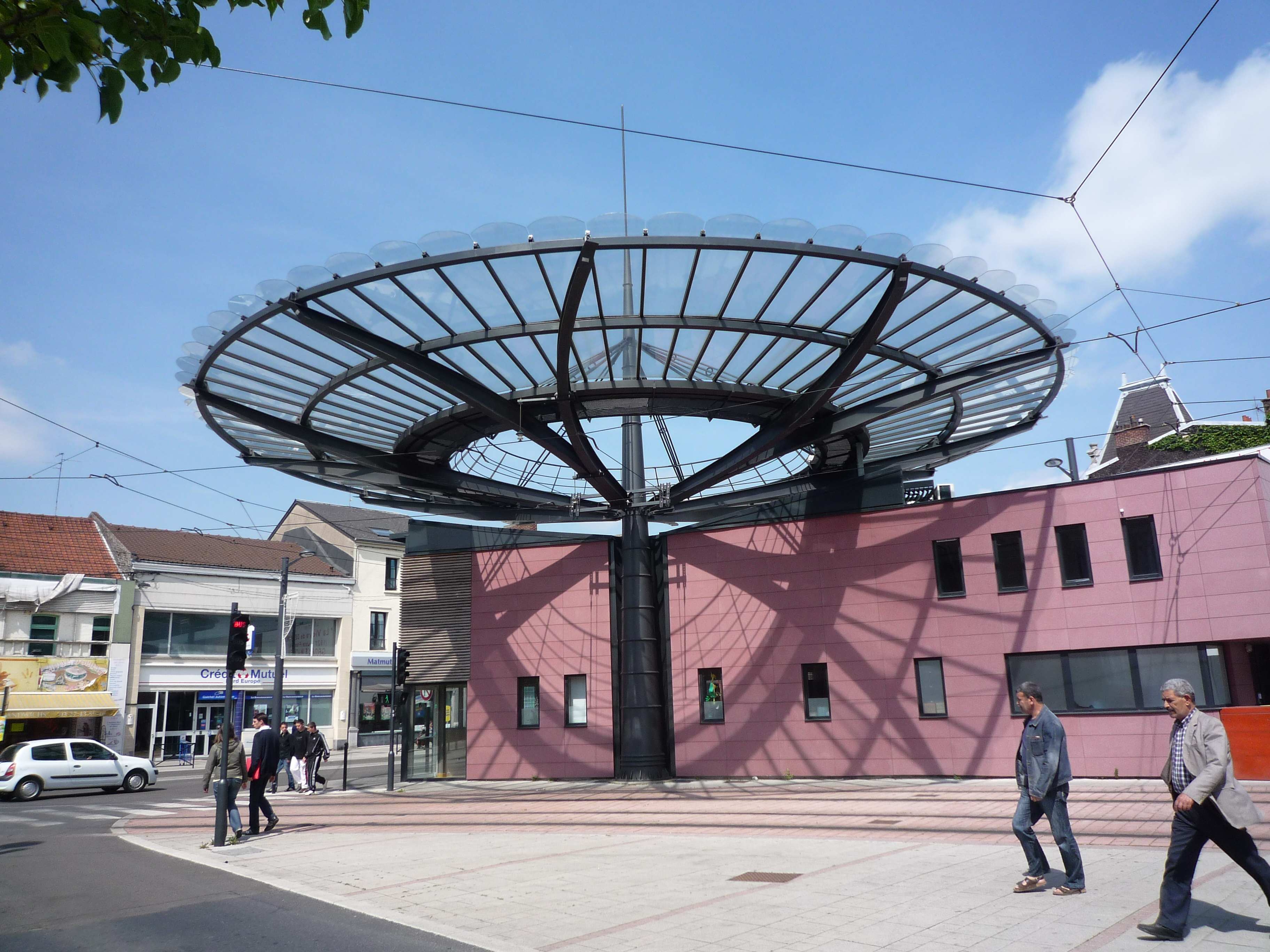
Die mondäne Haltestelle Espace Villars in Denain ist die Endstation der Straßenbahnlinie A von Valenciennes. Sie dient auch als Busterminal für die Umgebung.

- Patrick Roy (1957–2011), französischer Politiker der Parti socialiste, ehemaliger Bürgermeister von Denain
- Valéry Demory (* 1963), französischer Basketballspieler und -trainer
- Hassan Iquioussen (* 1964), Imam
- Franck Dumoulin (* 1972), französischer Sportpistolenschütze
- Steffen Ernemann (* 1982), deutsch-dänischer Fußballspieler
- Fabien Gilot (* 1984), französischer Schwimmer